# Bembidion castum
Bembidion castum är en skalbaggsart som beskrevs av Xasey. Bembidion castum ingår i släktet Bembidion och familjen jordlöpare. Inga underarter finns listade i Catalogue of Life.